# Relations entre la France et le Vatican
Les relations entre la France et le Vatican sont des relations internationales s'exerçant entre les deux États européens que sont la République française et l'État de la Cité du Vatican. Elles sont structurées par une nonciature apostolique, la nonciature apostolique en France et une ambassade, l'ambassade de France près le Saint-Siège.
Elles sont la continuité des relations entre la France et les États pontificaux, dénomination valant jusqu'aux accords du Latran, en 1929.

## Histoire des relations avec les États pontificaux

### Monarchie française
En 1516 est conclu le concordat de Bologne, qui restera en vigueur jusqu'en 1790.
Depuis 1604, une messe pour la prospérité de la France est célébrée annuellement par le vicaire pontifical en la basilique Saint-Jean-de-Latran.
En 1644, durant la régence d'Anne d'Autriche, le cardinal Jules Mazarin accourt à Rome pour empêcher l'élection du cardinal Pamphili, dont il craignait la sympathie pour la monarchie espagnole. Étant arrivé trop tard, le cardinal Pamphili devient pape sous le nom d'Innocent X. Néanmoins, cet acte préfigure le futur droit d'exclusive de la Couronne de France.
En 1655, Louis XIV interdit l'élection du cardinal Sacchetti à la dignité pontificale. À l'issue du conclave, c'est le cardinal Chigi qui est élu sous le nom d'Alexandre VII.
En 1758, Louis XV fait usage de son droit d'exclusive contre le cardinal Carlo Cavalchini. À l'issue du conclave, c'est le cardinal della Torre di Rezzonico qui est élu sous le nom de Clément XIII.
Le Pape Pie VI s'oppose par de nombreux textes à la Révolution française et à ses conséquences sur le clergé, notamment à la Constitution civile du clergé qui abroge le concordat de Bologne. Le nonce apostolique en France, Antonio Dugnani, démissionne en 1790. Son successeur ne sera nommé qu'en 1817.

### Première République
Le 19 février 1797, Pie VI signe le traité de Tolentino (appelé aussi Paix de Tolentino) avec la France du Directoire, qui concède à la France les légations de Romagne, de Bologne et de Ferrare. Cette politique papale de Bonaparte combine les questions religieuses et diplomatiques.
Le 15 février 1798, lors de la proclamation de la République romaine, le pape Pie VI est déposé et fait prisonnier par le Directoire. Il meurt en captivité à Valence le 29 août 1799 (12 fructidor de l'an VII).
En 1801, le Concordat est signé. Il sera en vigueur jusqu'en 1905.

### Premier Empire
Le 10 juin 1809, le pape Pie VII excommunie Napoléon par la bulle Quum memoranda : celle-ci ne nomme personne mais vise « tous les responsables des attentats commis à Rome et dans les États de l'Église contre les immunités ecclésiastiques et contre les droits même temporels de l'Église et du Saint-Siège »,. Le pape est ensuite mis sous résidence surveillée dans une citadelle à Savone puis à Fontainebleau où il signe le concordat de Fontainebleau en 1813 avant de se rétracter, et ne retourne à Rome que le 24 mai 1814 du fait de la situation politique plus difficile de Napoléon.

### Restauration
En 1817 est nommé le premier nonce apostolique en France depuis la Révolution.
Le 6 octobre 1822, la bulle pontificale Paternae Caritatis restaure trente diocèses en France. C'est après de longues tractations avec le gouvernement de Louis XVIII que Pie VII accepte de restaurer trente des diocèses supprimés lors de la Constitution civile du clergé pendant la Révolution française.
En 1829, Charles X fait usage de son droit d'exclusive contre le cardinal Giuseppe Albani, candidat soutenu par l'empire d'Autriche. À l'issue du conclave, c'est le cardinal Castiglioni qui est élu sous le nom de Pie VIII.

### Monarchie de Juillet
Fin 1830, Louis-Philippe Ier fait usage de son droit d'exclusive contre le cardinal Vincenzo Macchi, ancien nonce apostolique en France. À l'issue du conclave, c'est le cardinal Cappellari qui est élu sous le nom de Grégoire XVI.
Grégoire XVI sera le souverain pontife durant presque l'intégralité de la monarchie de Juillet. Il mène une action religieuse vigoureuse contre le modernisme qui met en danger l'Église catholique et une action politique non moins déterminée contre les idées révolutionnaires qui ont ébranlé la société. En effet, les monarchies ne sont pas les seuls régimes que les idées nouvelles veulent renverser : les révolutionnaires italiens remettent également en question le pouvoir temporel du Pape sur les États pontificaux.
Le régime de Louis-Philippe Ier, quant à lui, tente de concilier l'héritage révolutionnaire et la monarchie française, mais doit composer avec le climat anticlérical qui suit les Trois Glorieuses. De fait, il se montre très froid à l'égard de l'Église catholique et ne la défend guère contre les émeutes des républicains. Cette attitude ne lui attire donc pas les faveurs de ce pape résolument anti-moderne :
- en 1832, il publie l'encyclique Mirari vos qui condamne le catholicisme libéral, doctrine française qui cherchait à réconcilier l'Église et les principes de la Révolution : de fait l'organe de presse du mouvement, L'Avenir, ferme ;
- en 1839, il condamne l'esclavage, encore pratiqué dans les colonies françaises ;
- en novembre 1839, Grégoire XVI reçoit en grande pompe le duc de Bourbon, prétendant légitimiste au Trône de France, et ce malgré les protestations véhémentes du gouvernement de Louis-Philippe ;
- en 1840, il se montre ferme dans l'Affaire Montel, qui implique des ressortissants français.

### Troisième République
En 1878, le ministre des Affaires étrangères William Waddington charge le cardinal de Bonnechose de faire usage du droit d'exclusive de la France contre le cardinal Bilio. En effet, le Quai d'Orsay considère que ce droit est toujours en vigueur, bien que la France ne soit plus une monarchie catholique. À l'issue du conclave, c'est le cardinal Pecci qui est élu sous le nom de Léon XIII.
Le 16 février 1892, le pape Léon XIII publie l'encyclique Au milieu des sollicitudes. Dans ce document, il appelle alors les catholiques de France à accepter les institutions républicaines françaises : c'est ce qui sera appelé le Ralliement.
Le 20 janvier 1904, le pape Pie X, nouvellement élu, supprime par la constitution apostolique Commissum nobis le droit d'exclusive dont disposaient officieusement la France, l'Espagne et l'Autriche, considérant qu'il s'agit d'une ingérence inacceptable du temporel dans le spirituel.
Le 17 mai 1904, Jean Jaurès révèle dans L'Humanité, sous le titre « La Provocation », la teneur d'une lettre de protestation du Saint-Siège contre la visite du président français Émile Loubet. Georges Clemenceau, dans L'Aurore du lendemain, enfonce cette dénonciation dans un article intitulé « La Guerre du pape ». Le contenu extrêmement désobligeant de cette lettre, dont la teneur est emplie de reproches à l'encontre des débats alors en cours sur ce qui allait devenir la loi de séparation des Églises et de l'État, entraîne un rappel d'ambassadeur puis, en juillet, la rupture des relations diplomatiques. Cette crise a pour conséquence, en France, de faire sauter un des verrous s'opposant à l'adoption dudit texte de loi, le statu quo face au concordat napoléonien.
|  |

Le 11 février 1906, le pape Pie X, publie l'encyclique Vehementer nos dans laquelle il condamne le fond et la forme de la loi de séparation des Églises et de l'État. Le 10 août 1906, il publie l'encyclique Gravissimo Officii Munere sur les associations cultuelles  « pour subvenir aux frais, à l'entretien et à l'exercice public d'un culte ». Ces deux documents seront suivis de l'encyclique Une fois encore du 6 janvier 1907, écrite en réaction à la loi du 2 janvier 1907 sur l'expulsion des évêques, des curés et des séminaristes des palais épiscopaux, des presbytères et des séminaires.
Le rétablissement des relations diplomatiques entre les deux pays a commencé en 1920. Il est effectif par l'échange de « l'aide-mémoire » du cardinal Gasparri et de lettres du gouvernement d'Aristide Briand le 20 mai 1921.
Le 18 janvier 1924 est publiée l'encyclique Maximam gravissimamque du pape Pie XI consacrée au rétablissement des relations diplomatiques avec l'État français, et à l’Église de France (sans support juridique depuis la loi de séparation des Églises et de l'État de 1905). L'État français et le Saint-Siège acceptent la constitution d'associations diocésaines en lieu et place des associations cultuelles prévues, au niveau de chaque paroisse, par la loi de 1905.

### Cinquième République
Emmanuel Macron a eu plusieurs contacts avec le pape François : une première fois lors d'une audience le 26 juin 2018 au Vatican ; une deuxième fois par téléphone, le 16 avril 2019, à la suite de l'incendie de Notre-Dame de Paris ; une troisième fois par téléphone le mardi 21 avril 2020 à 16 h dans le contexte de la pandémie de Covid-19.
Le premier ministre Jean Castex a rencontré le pape François le 18 octobre 2021. Jean Castex a offert un maillot signé de Lionel Messi, le compatriote du pape argentin qui évoluait alors au PSG, ainsi qu’une première édition illustrée par Tony Johannot de Notre-Dame de Paris, le roman de Victor Hugo, datant de 1836. Cette rencontre intervient notamment après le rapport de la Commission indépendante sur les abus sexuels dans l'Église qui dévoile que 330 000 mineurs ont été sexuellement agressés entre 1950 et 2020. Le sujet de la pédophilie dans l'Église catholique a été discuté entre le Premier ministre et le pape.

## Annexe